# Икушени (Јаши)
Икушени (рум. Icușeni) насеље је у Румунији у округу Јаши у општини Викторија. Oпштина се налази на надморској висини од 39 m.

## Становништво
Према подацима из 2002. године у насељу је живело 572 становника, од којих су сви румунске националности.